# Hylophilodes tsukusensis
Hylophilodes tsukusensis är en fjärilsart som beskrevs av Nagano 1918. Hylophilodes tsukusensis ingår i släktet Hylophilodes och familjen trågspinnare. Inga underarter finns listade i Catalogue of Life.